# Куций (річка)
Куций — річка  в Україні, у Новоархангельському  районі Кіровоградської області, права притока  Синюхи (басейн Південного Бугу).

## Опис
Довжина річки приблизно 8 км.

## Розташування
Бере  початок на південному заході від Павлівки Першої. Тече переважно на південний схід і на південному сході від Свердликове впадає у річку Синюху, ліву притоку Південного Бугу.